# Richard Stoltzman
Richard Stoltzman (Omaha, 12 juli 1942) is een Amerikaans klarinettist. 
Richard Leslie Stoltzman bracht zijn kinderjaren door in San Francisco en Cincinnati. In 1960 haalde hij zijn einddiploma aan de Woodward High School in Cincinnati. 
Stoltzman is misschien wel de meest bekende Amerikaanse klarinettist die voornamelijk klassieke muziek speelt. Hij heeft opgetreden met meer dan 100 orkesten, en met een groot aantal ensembles die kamermuziek spelen. Zijn virtuositeit, vakmanschap en persoonlijke aantrekkingskracht hebben hem tot een van de meest gevraagde concertartiesten gemaakt. Als solist bij voorname orkesten, als musicus bij een ensemble, of dat nou kamermuziek of jazz speelde, heeft hij meer dan vijftig opnamen gemaakt. 
Stoltzman heeft zijn opleiding als Bachelor aan de Ohio State University afgerond, in zowel de richting wiskunde als als musicus. Daarna studeerde hij bij professor Keith Wilson aan de Yale School of Music, waar hij zijn Master behaalde.
Hij heeft onder meer opgetreden met Yo-Yo Ma, Richard Goode en Emanuel Ax.  Toru Takemitsu heeft voor hem zijn "Waves" and a concerto for clarinet and orchestra, geschreven, en Steve Reich  zijn "New York Counterpoint"), en Lukas Foss en Einar Englund componeerde voor hem klarinetconcerten. 
In een recensie in de New York Times stond eens: "Zijn enorme vakmanschap op de klarinet en zijn algemene kwaliteiten als musicus zijn geen geheim. Als Stoltzman niet uniek is, wie dan wel?"

## Prijzen en onderscheidingen
Grammy Award voor de beste kamermuziek uitvoering:
- Emanuel Ax, Yo-Yo Ma & Richard Stoltzman met klarinettrio’s van Brahms, Beethoven en Mozart (Grammy Awards in 1996)
- Richard Goode & Richard Stoltzman met sonates voor klarinet en piano van Brahms. Op.120 (Grammy Awards in 1983)
- Op 1 september 2005 kreeg Stoltzman de Yale School of Music Sanford Medaille.
- In 1986 won hij als eerste houtblazer de Avery Fisher Prijs